# Escaphiella magna
Espèce
Escaphiella magna est une espèce d'araignées aranéomorphes de la famille des Oonopidae.

## Distribution
Cette espèce est endémique du Mexique Elle se rencontre dans les États de Morelos, de Guerrero et d'Oaxaca.

## Description
Le mâle holotype mesure 2,90 mm et la femelle paratype 3,10 mm.

## Étymologie
Cette espèce est nommée en référence à sa taille.

## Publication originale
- Platnick & Dupérré, 2009 : The American goblin spiders of the new genus Escaphiella (Araneae, Oonopidae). Bulletin of the American Museum of Natural History, no 328, p. 1-151 (texte intégral).